# سفارة اليابان في فرنسا
سفارة اليابان في فرنسا هي أرفع تمثيل دبلوماسي لدولة اليابان لدى فرنسا. تقع السفارة في باريس وهي تهدف لتعزيز المصالح اليابانية في فرنسا.

## وصلات خارجية
- الموقع الرسمي
- قائمة سفارات اليابان
- قائمة السفارات في فرنسا